# (1178) Irmela
(1178) Irmela est un astéroïde de la ceinture principale découvert le 13 mars 1931 par l'astronome allemand Max Wolf. Il a été appelé Irmela du prénom de la femme du physicien allemand Ernst Ruska.

## Historique
Le lieu de découverte, par l'astronome allemand Max Wolf, est l'Observatoire du Königstuhl.
Sa désignation provisoire, lors de sa découverte le 13 mars 1931, était 1931 EC.